# Giovanni II di Meclemburgo-Stargard
Giovanni II di Meclemburgo-Stargard (Schwerin, prima del 1370 – Sternberg, tra il 6 luglio ed il 9 ottobre 1416) fu Duca di Meclemburgo-Stargard dal 1392 sino alla sua morte.

## Biografia
Giovanni II era il figlio primogenito del duca Giovanni I di Meclemburgo-Stargard e di sua moglie, Agnese di Lindow-Ruppin.
Giovanni II nacque probabilmente prima del 1370 e regnò insieme coi suoi fratelli minori Ulrico I e Alberto I di Meclemburgo-Stargard (morto nel 1397).
Come il padre, egli supportò il cugino Alberto III nel sostenere i suoi diritti ad ascendere al trono di Svezia. In questo ruolo probabilmente egli fu il capo dei Vitalienbrüder.
Nel 1408 Giovanni divise la sua eredità col fratello Ulrico e Giovanni II ricevette le signorie di Sternberg, Friedland, Fürstenberg e Lychen. Egli scese di risiedere a Sternberg come propria residenza e lì morì nel 1416, venendo anche sepolto.

## Matrimonio e figli
Nel 1388, Giovanni II sposò Caterina ("Wilheida"), figlia del granduca Algirdas ("Olgierd") di Lituania. La coppia ebbe tre figli:
- Agnese, (m. 1467), sposò il duca Ottone II di Pomerania
- Giovanni III, il quale succedette al padre come duca di Meclemburgo-Stargard e signore di Sternberg (1417-1438)
- Anna (1390-1467), badessa dell'abbazia di Ribnitz (1423-1467)